# Demonware
Demonware è un’azienda produttrice di videogiochi Irlandese con sede a Dublino. È inoltre una Sussidiaria del gruppo Activision Blizzard a loro volta controllati dagli Xbox Game Studios.
L’azienda si occupa principalmente di servizi legati ai giochi multiplayer, servendo principalmente da supporto ai giochi Activision Blizzard e Xbox Game Studios in ambito online.

## Storia
Demonware fu fondata nel 2003 da Dylan Collins e Sean Blanchfield.
.
Nel Maggio 2007, Demonware venne acquisita da Activision.
A seguito dell’acquisizione di Microsoft su Activision Blizzard, l’azienda entra a far parte degli Xbox Game Studios.